# Schloss Rosegg

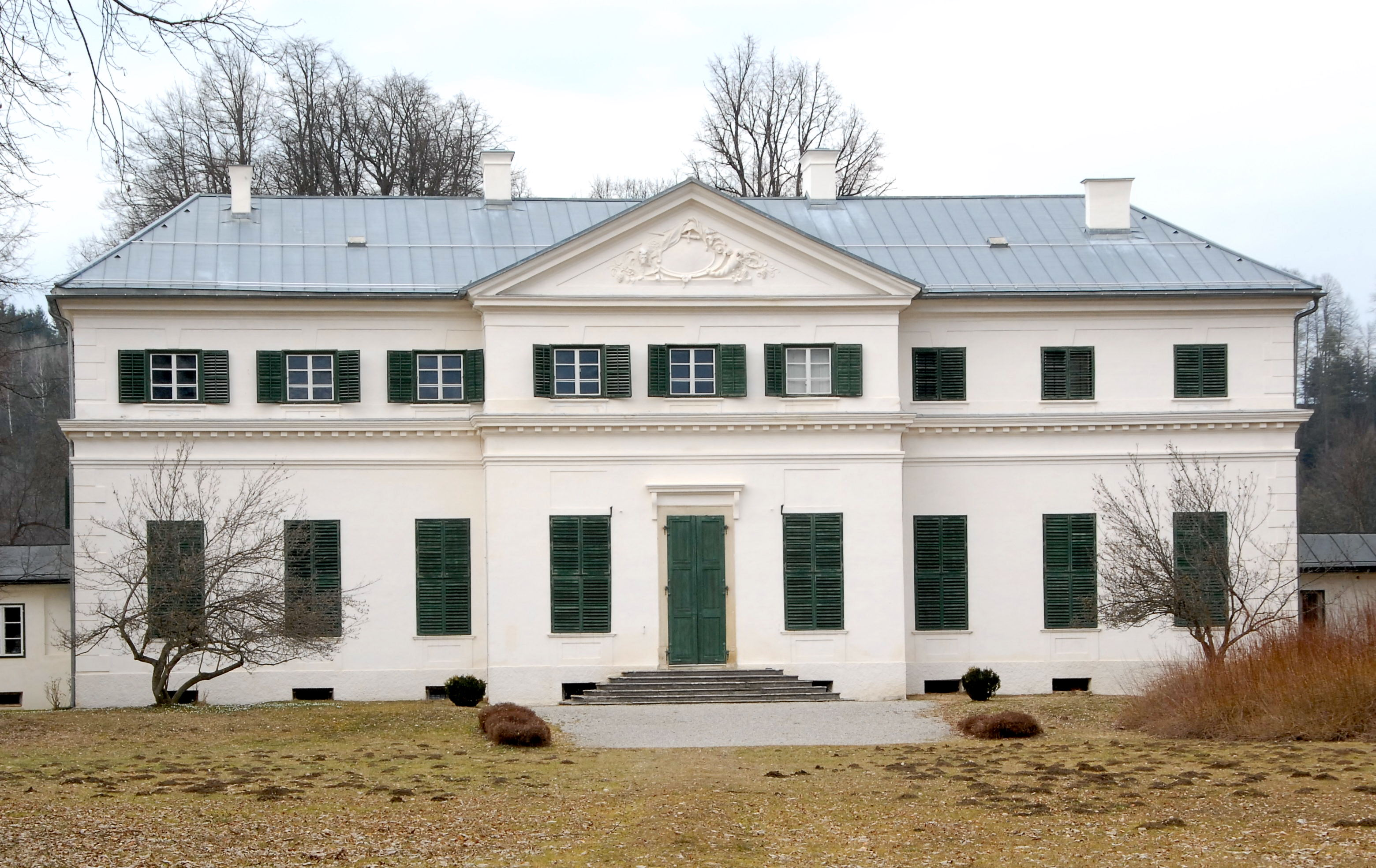
Schloss Rosegg, Südansicht (2007)

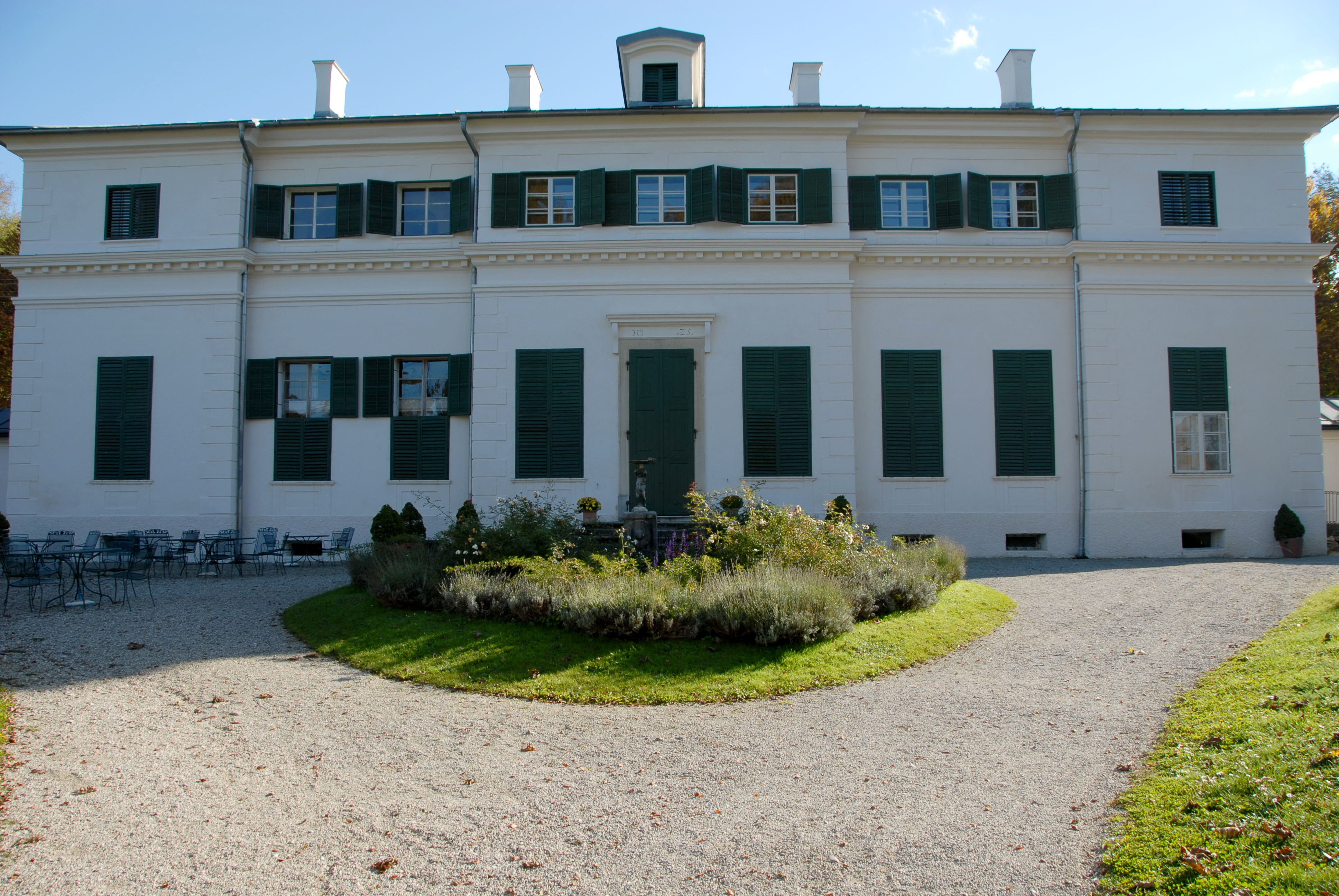
Schloss Rosegg, Nordansicht (2006)

Schloss Rosegg, auch Schloss Lukrezia oder Schloss Liechtenstein genannt, ist ein ab 1772 errichtetes Schloss im Talgrund nördlich des Burgberges von Rosegg in Kärnten, auf halber Strecke zwischen St. Michael und Duel gelegen.

## Geschichte
Die Herrschaft mit Sitz auf Burg Rosegg war seit 1686 im Besitz der Familie Orsini-Rosenberg. Im September 1772 begann Graf Franz Xaver Wolfgang von Orsini-Rosenberg, Oberstkämmerer und Konferenzminister und ein enger Vertrauter von Maria Theresia und ihres Sohnes Joseph II., mit dem Bau eines „Wohn- und Gschloßgebäudes“ unweit der Burg, das die mittelalterliche Burg als Herrschaftssitz ablösen sollte. Das zweigeschoßige Bauwerk mit zwei niedrigeren Wirtschaftstrakten wurde vor 1780 fertiggestellt.
Es wurde für seine italienische Geliebte, Madame Lucrezia, errichtet.
Das Schloss löste nach seiner Erbauung die Burg Rosegg als Sitz der Herrschaft Rosegg ab. 1829 überließ die Familie Orsini-Rosenberg ihre Rosegger Besitzungen Peter Ritter von Bohr, der ab 1830 rund um die – während der Franzosenkriege Anfang des 19. Jahrhunderts stark in Mitleidenschaft gezogene – Burg einen Tierpark anlegen ließ. Bereits 1833 wechselte Rosegg erneut den Eigentümer und ging an das Haus Liechtenstein über, in dessen Besitz es heute noch ist.
Das Gebäude selbst wurde seit seiner Erbauung äußerlich kaum verändert, die Innenräume vermutlich nur in der zweiten Hälfte des 19. Jahrhunderts. 1996/97 wurden die Innenräume saniert, wobei spätbarocke und klassizistische Raumfassungen mit Stuckdecken und Wandbemalungen (floralen Tapetenmustern) freigelegt wurden.

## Baubeschreibung

### Schloss
Die Anlage des Schlosses Rosegg besteht aus dem zweigeschoßigen, im klassizistischen Stil gestalteten Hauptgebäude und den beiden  ehemaligen Wirtschaftsgebäuden, die sich seitlich an den Haupttrakt anschließen.
Das Hauptgebäude erinnert an die italienischen Brentavillen um Padua, Fürst Orsini-Rosenberg hatte einige Jahre dort verbracht. Als Vorbilder für das Schloss könnten auch ähnliche Gebäude in der Toskana gedient haben, wo der Bauherr enge Kontakte gepflegt hatte, oder in der Terraferma bei Venedig, wo seine zweite Ehefrau Justinia Wynne über eine Villa ein reich illustriertes Buch verfasst hatte. Es hat einen seichten Mittelrisalit und Eckrisalite, und ist mit einem Gesims verziert.

### Gartenanlagen

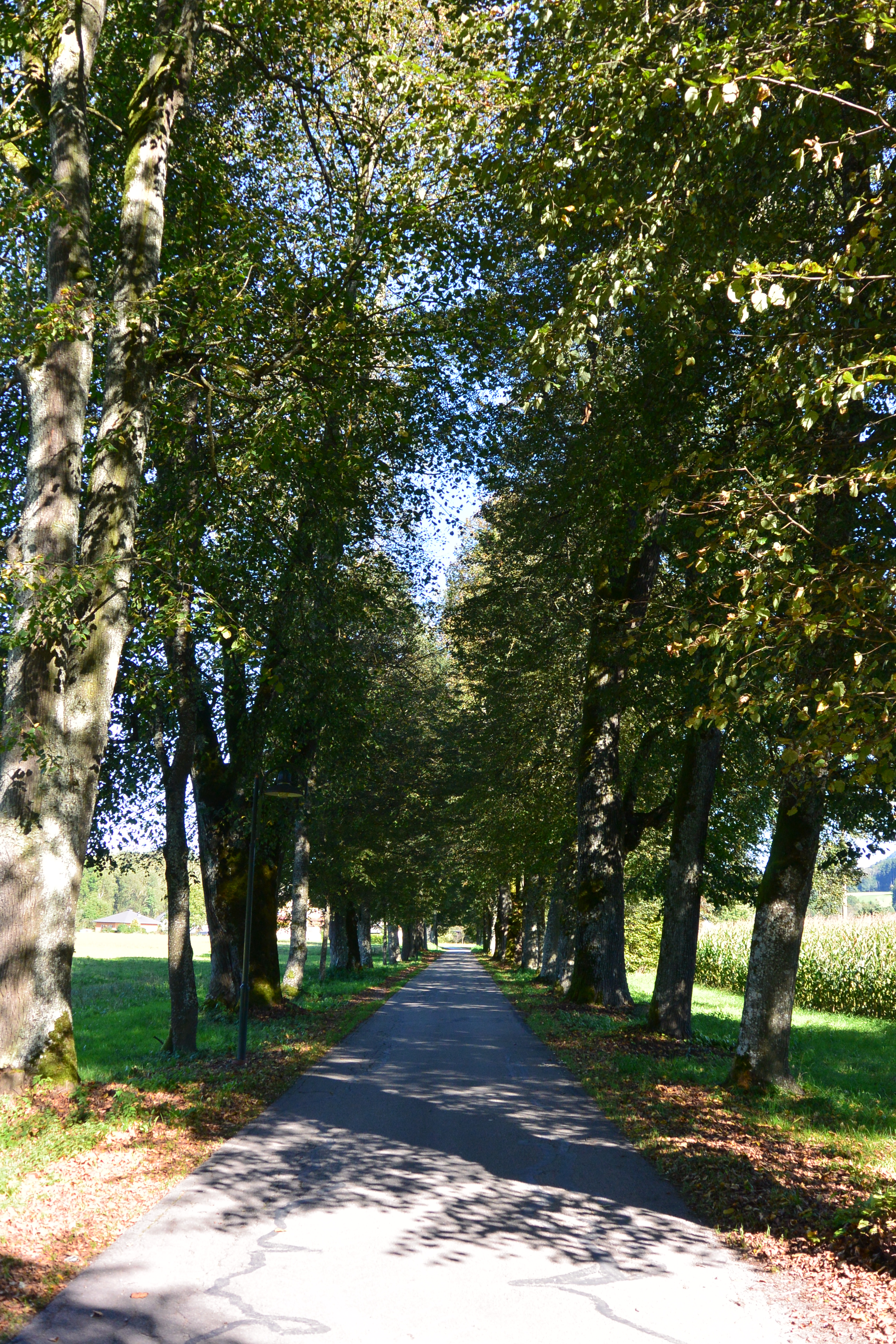
Lindenallee

Beim Schloss befindet sich ein kleiner Barockgarten, und auf der ehemaligen Flussinsel – heute einer Flussschlinge – der Drau lag ein weitläufiger Landschaftsgarten. Die originale Gartenanlage wurde bei einem Hochwasser 1825 zerstört.
Die gesamte Hauptachse der Anlage verbindet genordet Alt-Rossegg und Neu-Rossegg und setzt sich mit der Querachse in Form eines leicht geknickten Kreuzes gegen die Drau und den Ort hin fort.
Vor dem Schloss befindet sich eine kleine Rabattenanlage französischen Stils, hinten ein entsprechender Waldbereich. In der Gartenmauer des Schlosses finden sich zwei römerzeitliche Grabinschriften.
Gegen die Drau und auf der Querachse stehen mächtige Lindenalleen, teils aus der Erbauungszeit. Es sind 90 % Winter-Linden (Tilia cordata), der Rest Sommer-Linden (Tilia platyphyllos).
Bei der Achse nach Süden wurde 2001 ein Irrgarten angelegt. Es ist das größte Gartenlabyrinth Österreichs, mit einem Kilometer Hecke aus 3000 Hainbuchen.
Der ehemalige Burghügel war der ummauerte Tiergarten des Schlosses, um 1830 von Ritter von Bohr angelegt. Er wird heute als Wildpark Tierpark Rosegg betrieben. Dort befinden sich neben der Ruine Alt-Rosegg auch ein gotisches Wirtschaftsgebäude der Burg Rosegg und das ehemalige Pfleghaus (Jägerhaus).
Der restliche Bereich in der Drauschlinge ist heute landwirtschaftlich genutzt.
Der Schlosspark gehört zu den bedeutendsten gartenarchitektonischen Denkmalen Österreichs und ist im Denkmalschutzgesetz genannt (Nr. 6 im Anhang zu § 1 Abs. 12 DMSG). Die Alleen sind ein Naturdenkmal (NDM VL 08 Linden-Alleen in Rosegg, 2,4 ha).